# プロ野球チームをつくろう!&あそぼう!
プロ野球チームをつくろう!&あそぼう!は2001年8月30日にセガから発売されたドリームキャスト用プロ野球ゲームソフト。

## 概要
本作はプロ野球チームをつくろう!シリーズの第3作である、『もっとプロ野球チームをつくろう!』（以下もつく）に若干の変更が加えられた『プロ野球チームをつくろう2001』（以下つくあそ2001）とつくろうで作った選手のデータでプロ野球のゲームを行う『プロ野球チームで遊ぼう!』がカップリングされた作品である。

## プロ野球チーム経営・育成シミュレーション
本作のストーリーはチームの成績不振に不満をもつオーナーから選手獲得資金8億円と経営資金8億円を渡され10年以内の日本一を厳命されスタートする。ストーリーとは矛盾するが立て直すチームは依頼後に決める。

### チームの選択
育てていくチームは既存の12球団の中から選択し、選択後にチームのユニフォームと名前をあらかじめ用意された数種類の中から選ぶこともできる。チーム選択後に本拠地の選択があり、人口が多いほど将来的な観客動員は有利になるが、初期設定の本拠地のままにしておかないと資金的に苦しい序盤の観客動員が落ちる。なお重要なのが本拠地の降水量で、室内練習場を作っていない場合雨天時の練習は休みになるため降水量が多い地域だと育成面で多少不利になる。ただし、序盤での選手の育成については新人に獲得資金を1億円前後出すよりもFA選手の獲得のために資金を極力温存した方がいいという面もある。なお、降水量は試合日程にも影響する。

### チームの難易度
基本的にセ・リーグのチームの方が難易度が高い、その原因として「松井秀喜」を擁するジャイアンツの存在と公式戦でのDH制度のないリーグ規定が挙げられる。松井に関しては移籍先でことごとく優勝に貢献することから優勝請負人と呼ばれ、序盤では資金が少ない事からFA選手としてリストアップされても40億近い移籍金を払えないため、序盤では獲得を断念せざるを得ない、ゲーム開始時の初期メンバーの選択については資金の関係上基本的に平均年俸が高いほど主力が集まりにくく、低いチームが集まりやすい。

#### セ・リーグ
読売ジャイアンツ
中日ドラゴンズ
横浜ベイスターズ
ヤクルトスワローズ
広島東洋カープ
阪神タイガース

#### パ・リーグ
福岡ダイエーホークス
西武ライオンズ
日本ハムファイターズ
オリックス・ブルーウェーブ
千葉ロッテマリーンズ
大阪近鉄バファローズ

## 注脚
1. ↑  “プロ野球チームをつくろう!&あそぼう!”. game.watch.impress.co.jp. 2019年10月28日閲覧。